# Juan Tizol

Juan Tizol (1943)

Juan Tizol (* 22. Januar 1900 in San Juan, Puerto Rico; † 23. April 1984 in Inglewood, Kalifornien) war ein Jazz-Musiker.

## Leben und Wirken
Juan Tizol, nach anderen Angaben 1908 geboren, spielte Ventilposaune. Tizol kam 1920 von San Juan in die USA, um mit Marie Lucas am Washingtoner Howard Theatre zu arbeiten. Als diese Band ihr reguläres Engagement verloren hatte, fand Tizol schnell einen neuen Job bei Duke Ellington. Zwar wurde er nie so oft bei Ellington als Solist hervorgehoben wie seine Kollegen, dennoch verhalf seine Ventilposaune Ellington zu einem neuen Sound seines Orchesters, da aufgrund der technischen Vorzüge einer Ventilposaune im Vergleich zur Zugposaune Tizol oftmals das Notenmaterial der Saxophonisten bekam. Ebenso schrieb Ellington Tizol – für Zugposaunen technisch – schwere Stellen „auf den Leib“. Sein Ton wird mithin als weich und süß, mitunter 'süßlich' beschrieben.
Tizol selbst improvisierte so gut wie gar nicht, dafür waren seine wichtigsten Beiträge die des section players sowie die als Komponist und Arrangeur (z. B. Caravan, Perdido). Er ist auf den Ellington-Platten mit lateinamerikanischer Prägung, die er selbst oder mit Ellington schrieb, wie Moonlight Fiesta 1935, Caravan 1937, Pyramid 1938, Conga Brava 1940, Bakiff und Moon Over Cuba 1941 zu hören.
Im Jahre 1944 verließ Tizol Ellington und trat sporadisch mit Woody Hermans Band auf, bis er von Harry James engagiert wurde, mit dem er sieben Jahre spielte. 1951 kehrte Tizol noch einmal für eine kurze Phase zu Ellington zurück. Die restliche Zeit, bis zu seinem Tode 1984 in Los Angeles, arbeitete Tizol für viele verschiedene Bandleader und auch Sänger wie Frank Sinatra und Nat „King“ Cole.

## Diskographischer Hinweis
- Duke Ellington at Fargo, 1940 Live